# Alex Aranburu
Alexander Aranburu Deba (* 19. září 1995) je španělský profesionální silniční cyklista jezdící za UCI WorldTeam Movistar Team.

## Hlavní výsledky
2016
8. místo Circuito de Getxo
2017
Tour du Gévaudan Languedoc-Roussillo
7. místo celkově
9. místo Trofeo Pollenca–Port de Andratx
2018
vítěz Circuito de Getxo
Kolem Norska
5. místo celkově
Vuelta a Castilla y León
10. místo celkově
Vuelta a España
 cena bojovnosti po 7. etapě
2019
Vuelta a Burgos
 vítěz bodovací soutěže
vítěz 4. etapy
2. místo Circuito de Getxo
Vuelta a la Comunidad de Madrid
4. místo celkově
vítěz 2. etapy
Vuelta a España
 cena bojovnosti po 11. etapě
2020
2. místo Gran Trittico Lombardo
6. místo Gran Piemonte
7. místo Milán – San Remo
2021
Kolem Baskicka
vítěz 2. etapy
Národní šampionát
3. místo silniční závod
3. místo Memorial Marco Pantani
6. místo Omloop Het Nieuwsblad
7. místo Milán – San Remo
2022
Tour du Limousin
 celkový vítěz
vítěz 2. etapy
Národní šampionát
3. místo silniční závod
Boucles de la Mayenne
3. místo celkově
6. místo Circuito de Getxo
6. místo Giro della Toscana
2023
Národní šampionát
3. místo silniční závod
3. místo Grand Prix Cycliste de Montréal
3. místo Gran Piemonte
4. místo Grand Prix Cycliste de Québec
Deutschland Tour
5. místo celkově
6. místo GP Miguel Indurain
7. místo Clásica de San Sebastián
Volta a la Comunitat Valenciana
9. místo celkově
2024
3. místo Gran Premio Castellón
4. místo Trofeo Calvià

### Výsledky na Grand Tours
| Grand Tour      | 2018 | 2019 | 2020 | 2021 | 2022 | 2023 | 2024 |
| --------------- | ---- | ---- | ---- | ---- | ---- | ---- | ---- |
| Giro d'Italia   | —    | —    | —    | —    | —    | —    | —    |
| Tour de France  | —    | —    | —    | 74   | —    | 52   | 71   |
| Vuelta a España | 108  | 94   | 75   | DNF  | —    | —    |      |

| —   | Nezúčastnil se |
| DNF | Nedokončil     |